# MeeGo
MeeGo è un sistema operativo, abbandonato, open source basato su Linux.
È indicato per l'utilizzo in dispositivi mobili come smartphone, netbook, car pc e tablet computer, ma può anche essere utilizzato in un computer desktop.
L'annuncio della nascita di MeeGo è stato fatto al Mobile World Congress nel febbraio del 2010 e rappresenta la fusione tra il progetto sviluppato da Nokia, chiamato Maemo e quello sviluppato da Intel con il nome di Moblin.
La prima versione di questa distribuzione Linux è stata resa disponibile il 25 maggio 2010.
Il progetto a causa dello staccamento di Nokia è stato abbandonato ed in seguito fatto rinascere in Tizen. Nel luglio 2012 si ha notizia della nascita di una nuova società, Jolla, formata da un gruppo di ingegneri e programmatori che hanno lavorato in passato per Nokia, che si dedicherà allo sviluppo di MeeGo.. Il 7 ottobre 2012 è stata data la conferma dell'esistenza del team Jolla da parte di The Wall Street Journal, secondo cui sarà creata una sede ad Hong Kong ed una in Cina per lo sviluppo di MeeGo. Anche Jolla, in seguito, abbandonerà MeeGo per dedicarsi al suo successore: Sailfish OS.

## Hardware supportato
MeeGo supporta sia l'architettura ARM che quella Intel x86 con istruzioni SSE3 abilitate ed utilizza btrfs come file system di default.

## Interfaccia utente
Il progetto MeeGo sviluppa diverse interfacce grafiche per questa distribuzione, a seconda dell'hardware sul quale si intende installarla, dette User Experiences (“UX”).

### Netbook

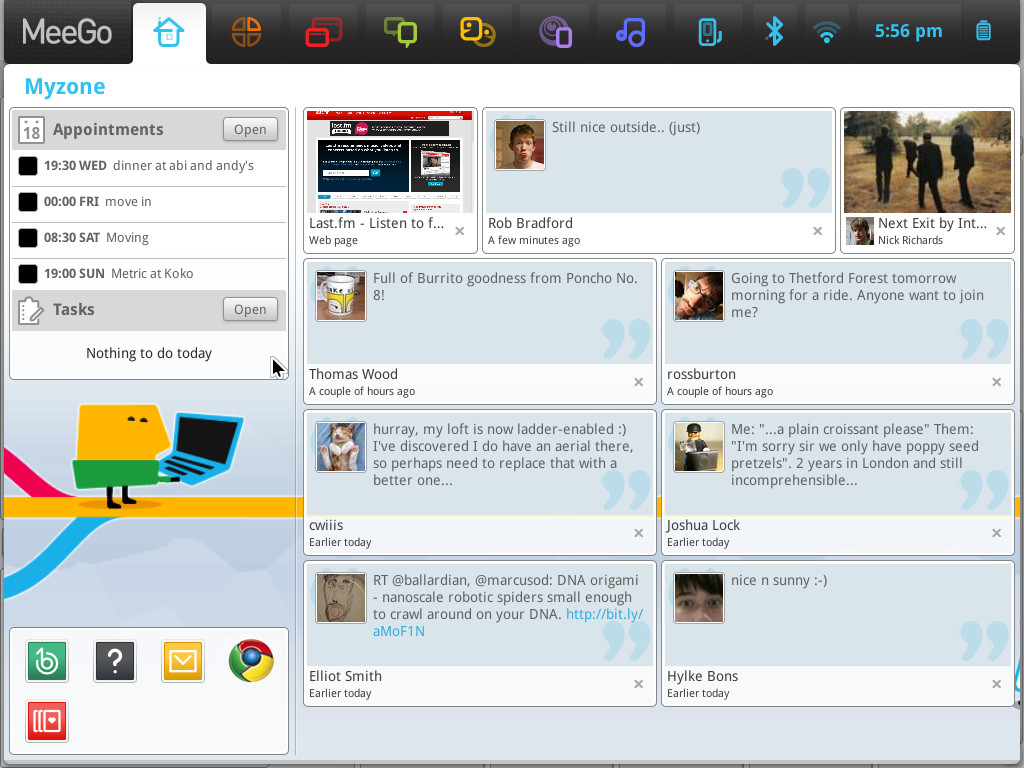
Screenshot di MeeGo Netbook UX

La Netbook UX rappresenta l'ideale evoluzione dell'interfaccia Moblin. È scritta usando il toolkit Mx, basato su Clutter, e fa uso del window manager Mutter.
La versione netbook di MeeGo utilizza diverse applicazioni Linux, come Evolution (email, calendario), Empathy (instant messaging), Gwibber (microblogging), Chromium (web browser), e Banshee (multimedia player), integrate nella sua interfaccia utente.

### Handset

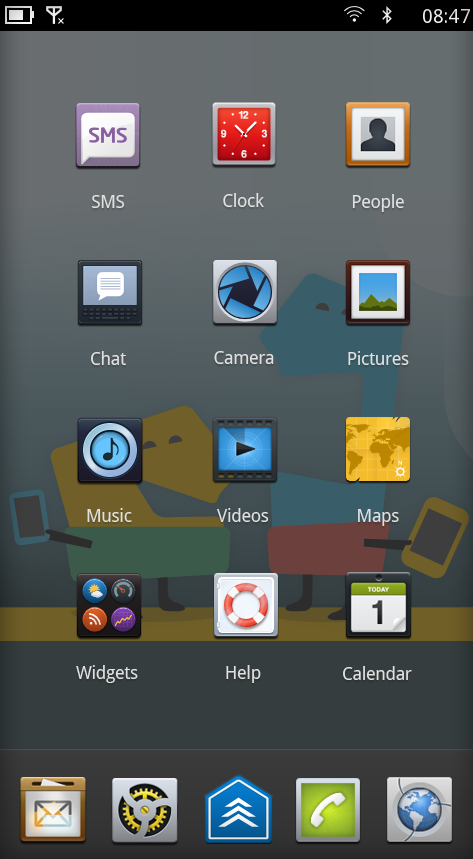
Handset UX from MeeGo 1.1 “Day 1”

L'UX Handset è basato su Qt, ma saranno inclusi anche GTK+ e Clutter per garantire la compatibilità con le applicazioni di Moblin. Per sostenere le centinaia di applicazioni Maemo basate su Hildon, gli utenti devono installare il porting della libreria Hildon, realizzato dalla comunità di maemo.org. A seconda del dispositivo, le applicazioni saranno fornite dai sistemi di distribuzione software Intel AppUp o Nokia Ovi.
Il 30 giugno 2010 è stata rilasciata la pre-release "Day 1" dell'UX Handset. L'anteprima inizialmente è stata disponibile per la piattaforma mobile Intel Moorestown Aava, ed è stato previsto un 'kickstart' per gli sviluppatori, per costruire un'immagine per il Nokia N900.

### Tablet

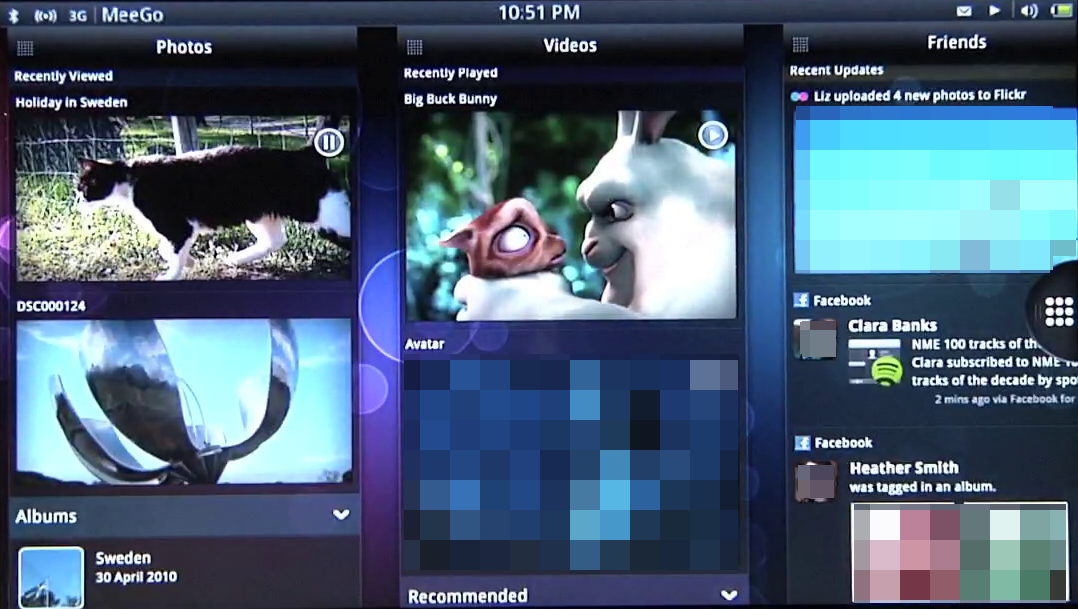
MeeGo's Tablet UX as a pre-alpha version

Intel ha dimostrato questa UX su un Tablet PC basato su Moorestown al Computex di Taipei all'inizio di giugno 2010.
Da allora, sono apparse alcune informazioni sul sito web di MeeGo che indicano ci sarà una Tablet UX che farà parte del progetto MeeGo, ma non si sa se questa UX sarà quella dimostrata da Intel. Questa UX sarà completamente open source come il resto del progetto MeeGo e sarà realizzata usando Qt e il framework Meego Touch. Intel ha rilevato un interesse a combinare Qt con il server grafico Wayland al posto della spesso vista combinazione Qt/X11 in MeeGo Touch al fine di utilizzare le più recenti tecnologie grafiche supportate dal kernel Linux, che dovrebbe migliorare l'esperienza utente e ridurre la complessità del sistema.
I requisiti hardware minimi sono al momento sconosciuti.
Il WeTab esegue MeeGo con un'interfaccia utente personalizzata ed è disponibile da settembre 2010.

### A bordo dei veicoli

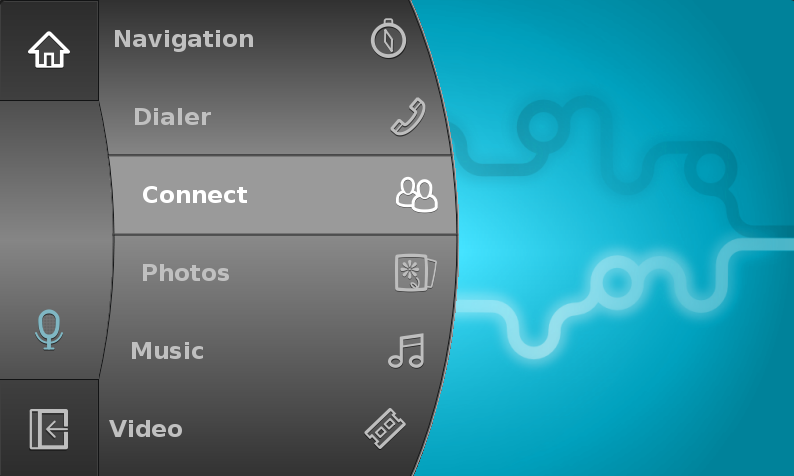
MeeGo's IVI UX as shipped with MeeGo 1.1

Il GENIVI Alliance, un consorzio di diverse case automobilistiche e le loro partner di settore, utilizza Moblin con Qt come base per la sua 'Reference Platform GENIVI 1.0' per In-Vehicle Infotainment (IVI) e per i navigatori satellitari, in quanto piattaforma uniforme per il mobile computing. Graham Smethurst di GENIVI Alliance e il gruppo BMW hanno annunciato nel mese di aprile 2010 il passaggio da Moblin a Meego.

## Licenza
MeeGo è un progetto complesso che coinvolge numerosi fornitori e organizzazioni. La sua politica di licenza è documentata soprattutto nella pagina "Licenza politica Meego". Considerata la natura dei mercati targeting MeeGo - il settore mobile e cellulare - che, a differenza del mercato del software desktop che tende ad adottare sistemi operativi di uno o due principali fornitori di software, è molto diversificata e, quindi, la differenziazione è preso come di vitale importanza sia da dispositivo produttori e fornitori di software. Pertanto la politica di licenza MeeGo è in una sola mano, cercando di incoraggiare la promozione del lavoro derivato e al tempo stesso mantenere il progetto il più aperto possibile.
Dal punto di vista della distribuzione, MeeGo è una raccolta di software open source, distribuiti in conformità alle loro rispettive licenze.
Dal punto di vista dello sviluppo, che affronta principalmente il modo di adottare software dalla comunità del software libero a causa della licenza, i software MeeGo possono essere classificati in due categorie: il sistema operativo (OS) e le User Experiences (UX). Il software del sistema operativo dovrebbe utilizzare principalmente una licenza copyleft per assicurare la trasparenza del sistema sottostante, mentre il software UX potrebbe utilizzare licenze in stile BSD, che non impongano alle modifiche al codice di essere rilasciate come open source.
Le licenze di tecnologie MeeGo sviluppate, come il fast-boot, potenza e velocità ottimizzazioni sono di interesse per i prodotti derivati e progetti. Quelle tecnologie diffuse tra il sistema e non possono essere facilmente isolate fuori. Ad esempio, la tecnologia di avvio rapido consiste principalmente del piccolo e veloce boot loader Syslinux, un nuovo servizio di sistema e launcher di applicazioni chiamato "uxlaunch", l'ottimizzazione del componente read-ahead, piccoli ritocchi e ottimizzazioni per i servizi di molti software. La politica di licenza è che questi cambiamenti devono mantenere la licenza dell'opera su cui sono fatte, ovvero seguire la politica di licenza del progetto corrispondente a monte. Per esempio, il lavoro MeeGo sul kernel di Linux è disponibile sotto la licenza del kernel Linux.

## I derivati
Come prima per Moblin, MeeGo serve anche come un pool tecnologico da cui i produttori di software possono accedere per costruire i loro prodotti. Finora, sono stati annunciati solo i porting delle interfacce grafiche utente per le altre distribuzioni Linux.

### MeeGo/Harmattan
Anche se MeeGo è nato come collaborazione tra Nokia e Intel, la collaborazione ha avuto inizio quando Nokia stava già sviluppando la successiva incarnazione della sua distribuzione Maemo Linux. Di conseguenza, il sistema operativo di base Maemo 6 sarà mantenuto intatto, mentre lo Handset UX verrà condiviso con il nuovo nome "MeeGo/Harmattan".
Il 21 giugno 2011, Nokia annunciò i primi due smartphone MeeGo/Harmattan, Nokia N9 e Nokia N950 (solo per sviluppatori).